# ペレコープ地峡

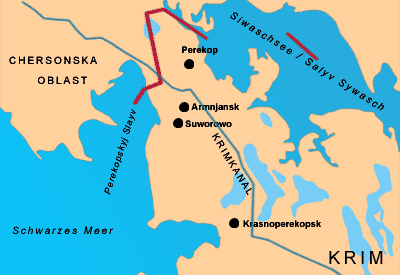
クリミア半島の付け根とペレコープ地峡の地図

ペレコープ地峡（ウクライナ語: Переко́пський переши́йок; ラテン文字表記の例: Perekops'kyi pereshyiok; クリミア・タタール語: Ор бойну; ラテン文字表記の例: Or boynu; ロシア語: Переко́пский переше́ек; ラテン文字表記の例: Perekopskiy peresheek）は、ウクライナ本土とクリミア半島の間を結ぶ、長さ30キロメートル、幅8キロメートルから23キロメートルほどの細長い地峡。地名は、クリミア・タタール人の要塞があった村落ペレコープに由来する。

## 地理
西側を黒海に、東側をアゾフ海に挟まれている。ウクライナ本土とクリミア半島との間のアゾフ海は、腐海（スィヴァーシュ、スヴァシュ、シヴァーシュとも）として東西に長く広がっており、東のアラバト砂州に開いたゲニチェスク海峡でアゾフ海本体と繋がっている。非常に浅い干潟である腐海は非常に塩分濃度が高く、海底には泥が積もり夏には強い異臭がする水域で、交通の妨げとなっており、西端にある細いペレコープ地峡だけが通行できる場所になっている。腐海の東側には、腐海を東西に分ける狭いチョーンガル海峡（ウクライナ語: Чонгарський півострів）があり、現在はここにも鉄道や幹線道路の渡る橋ができている。
ウクライナ本土南端のヘルソン州とクリミア半島との間の境界線はペレコープ地峡の北部を通る。ペレコープ地峡にある主な町村は、アルミャーンシク市、クラスノペレコープシク市、ペレコープ村など。かつて存在したペレコープ市は、1920年の戦闘により壊滅し、現存しない。他にもかつて同地峡に存在していた村落の一つとしてチルキがあり、元はブユク・ソナク（クリミア・タタール語: Büyük Sunaq, ウクライナ語: Буюк Сунак）の名で呼ばれていた。
地峡には道路や鉄道のほか、ドニエプル川の水をクリミア半島へ送る北クリミア運河も通り、クリミアへの陸上交通や物流や水道供給の生命線になっている。ペレコープの南では塩を採掘でき、現在もこの地域に経済的利益をもたらしている。

## 歴史

### 古代～近世

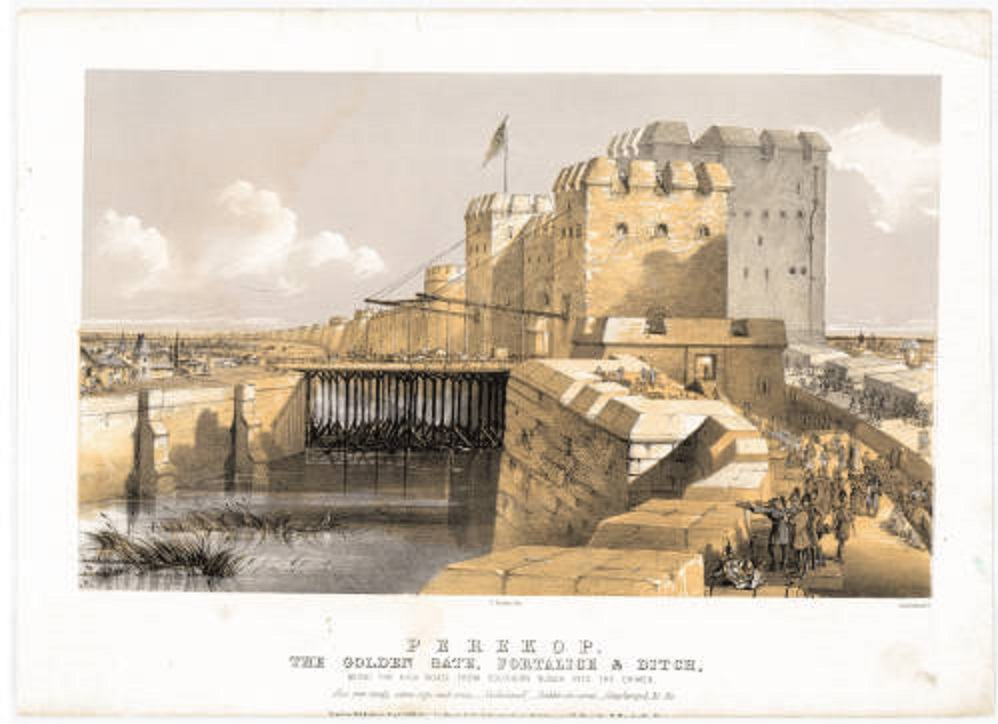
クリム・ハン国のオル＝カプ要塞

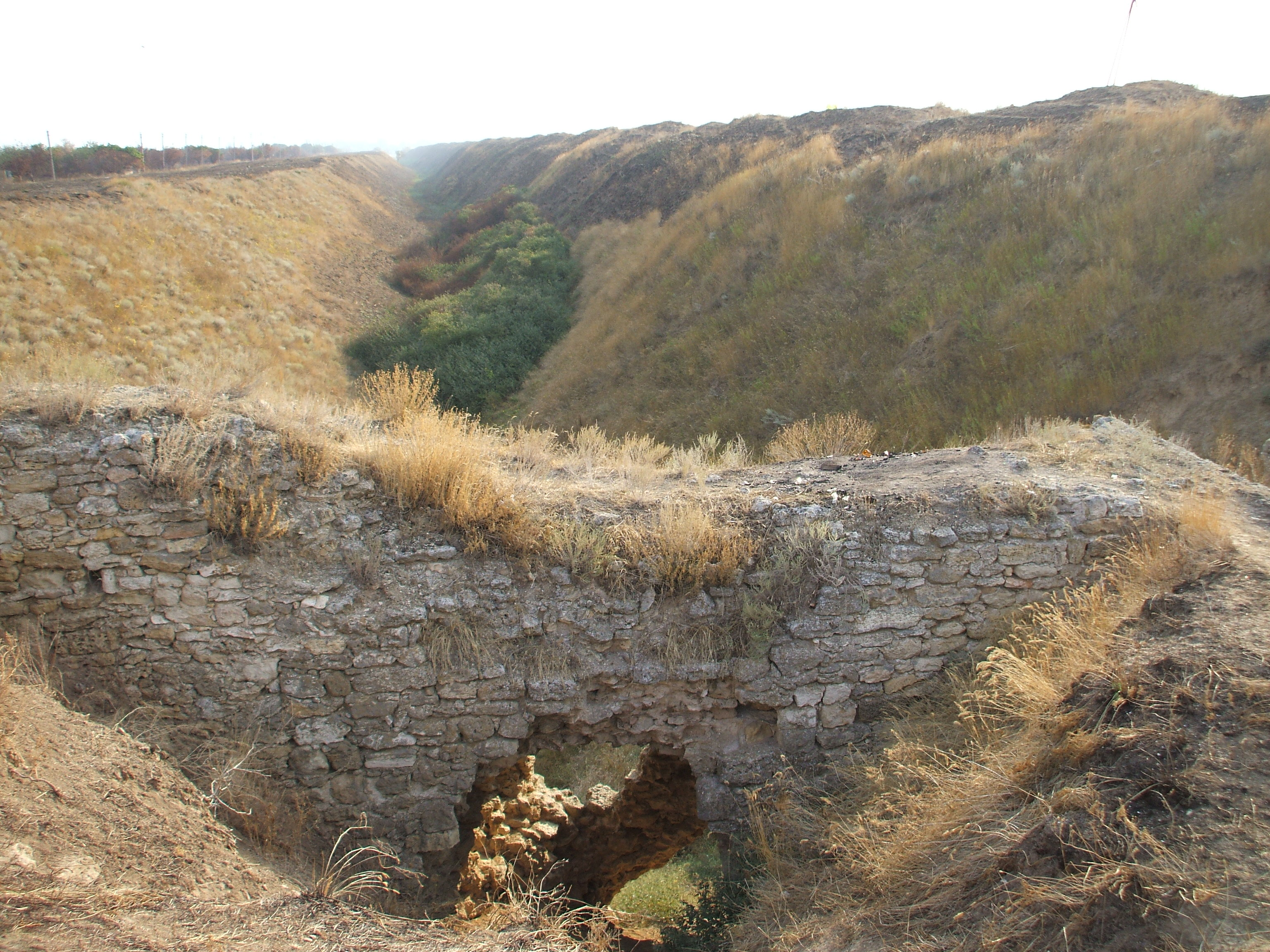
ペレコープ堡塁の遺跡。長さ8,475メートルにわたってペレコープ地峡を横断する、深さ10メートル以上の濠。

ペレコープ地峡は戦略的・商業的価値が高く、クリミアを支配した古代ギリシアの植民者や近世のクリミア・タタール人らは地峡に防衛施設としてペレコープ要塞やペレコープ堡塁を築いており、しばしば激しい戦いの舞台となった。15世紀にはジェノヴァ共和国の支配下に置かれ、後にクリム・ハン国の領土となった。ストラボンはこの地峡を「イストゥム」（「地峡」の意）、ジェノヴァ人は「ズハノ」、クリミア・タタール人は「オル」（壕、堀）と呼んでいた。
クリム・ハン国はペレコープ地峡を横断する要塞線を築き、その門となる場所にオル＝カプの要塞（ペレコープ要塞）を置いた。この要塞はクリミアとロシアやポーランド間の貿易や、クリミアやオスマン帝国で必要とされる白人奴隷の取引、地峡南部で採れる塩の生産で非常に栄えた。一方でウクライナ・コサックによる襲撃も何度も受けた。1783年、クリム・ハン国はロシア帝国に併合されたためペレコープ地峡はロシア領となった。

### ソ連時代
第一次世界大戦で苦戦したロシア帝国は革命により崩壊。十月革命に続くロシア内戦の終盤となった1920年11月、ピョートル・ヴラーンゲリ将軍率いる白軍が立て籠もるクリミア半島に対して、ミハイル・フルンゼ将軍率いる赤軍南部戦線がペレコープ地峡と腐海を渡るべく攻撃を開始した。このペレコープ＝チョーンガル作戦によって双方が甚大な犠牲を出したが、最終的に赤軍が勝利した。ロシア内戦は終結へと向かい、敗れた白軍と民間人14万はクリミア半島を捨てて黒海をイスタンブールへと逃げることになった。この戦いでペレコープ市は壊滅した。ロシア内戦で勝利した共産主義者はソビエト連邦を成立させた。
第二次世界大戦（独ソ戦）では、エーリッヒ・フォン・マンシュタイン指揮下のドイツ国防軍およびルーマニア軍がペレコープ地峡を渡ってクリミア半島へと侵入した（セヴァストポリ包囲戦）。1941年9月24日から5日間にわたり続いた戦いでは、地峡の奥深くまで敷かれた赤軍陣地にドイツ軍は苦戦したが突破し、セヴァストポリへと進んでいった。1944年4月に赤軍はクリミアの戦いでペレコープ地峡のドイツ軍陣地を突破し、5月9日、ドイツ軍からクリミア半島の支配を奪還している。
1954年にソ連の中央政府がクリミアをロシア・ソビエト連邦社会主義共和国からウクライナ・ソビエト社会主義共和国へ移管させた際にペレコープ地峡はウクライナ領となった。

### ソ連崩壊後
ソビエト連邦の崩壊で独立したウクライナは地峡の南北を支配したが、ロシア連邦は2014年、クリミアに住む親ロシア派と協力したハイブリッド戦争を経てロシアによるクリミアの併合を宣言。これを認めないウクライナと、地峡を挟んでにらみ合いが続いた。

#### ロシアによるウクライナ侵攻
2022年ロシアのウクライナ侵攻では、ロシア連邦軍が地峡を通って北隣のウクライナ本土ヘルソン州へ進撃した（ウクライナ南部攻勢）。
同年夏以降、ウクライナ軍は反撃に転じ、イギリス国防省が2023年6月21日発表した分析によると、ロシアはによるアルミャンスク（アルミャーンシク）北方に長さ9キロメートルの防衛線を構築中であり、ウクライナ軍に備えている。